# R-21 Kotor
R-21 Kotor bio je razarač u sastavu jugoslavenske ratne mornarice. Porinut je 8. svibnja 1942. kao HMS Kempenfelt, britanski razarač klase W.
U službi kraljevske mornarice ostao je do 1946. kada je stavljen u rezervu. Zajedno s HMS Wagerom, 1956. prodan je Jugoslaviji gdje je dobio ime R-21 Kotor.
Iz operativne uporabe povučen je 1971. nakon čega je korišten kao meta za gađanje.